# Денисенко Григорій Павлович
Григорій Павлович Денисе́нко (9 березня 1925, Олешня — 2 серпня 2002, Васильків) — український майстер художньої кераміки; член Спілки радянських художників України з 1988 року та член і секретар великої ради Спілки майстрів народного мистецтва України з 1991 року. Батько Лесі Денисенко-Єременко.

## Біографія
Народився 9 березня 1925 року в селі Олешні (нині Чернігівський район Чернігівської області, Україна) у сім'ї потомствених гончарів. У 1940—1941 роках навчався у Харківському художньому училищі, був учнем Леонори Блох. Брав участь у німецько-радянській війні.
Протягом 1949—1983 років працював на Васильківському майоліковому заводі: начальником модельного цеху, скульптором, завідувачем художньо-експериментальної лабораторії. У 1983 році в рідному селі налагодив виробництво високохудожньої продукції на базі місцевого гончарного цеху. На початку 1990-х років цех був закритий і художник повернувся до Василькова, де працював у власній майстерні. Мешкав у Василькові в будинку на вулиці Колгоспній, № 6. Помер у Василькові 2 серпня 2002 року.

## Творчість
Серед робіт:
- попільничка «Собака» (1950);
- посудини для вина «Баран» (1952, 1959);
- декоративні вази: «До 100-річчя від дня смерті Миколи Гоголя» (1952), «До 300-річчя возз'єднання України з Росією» (1957), «Ювілейна», «Києве мій» (обидві — 1982), «Яром-долиною» (1984)[3], «Буйноцвіт», «Засвіт встали козаченьки» (обидві — 1995), «Солоха» (1996), «Князь», «Княгиня» (обидві — 1998)[3];
- численні статуетки: коні, козлики, за мотивами народних казок, зокрема «Солом'яний бичок» (1960);
- композиція «Ода гончареві» (1991)[3];
- декоративні тарелі: «До 100-річчя від дня народження Івана Франка» (1956), «Двобій» (1993), «Козацька доля» (1998);
- чайний сервіз «Майоліковий» (1994);
- камін «Історія України» (1995);
- посудина для напоїв «Лев» (1995);
- набори посуду: «На щастя, на здоров'я» (1995, глина, глазур), «Лісова пісня», «Тополя», «Сонячний», «Надвечір'я», «Серпневий вечір» (усі — 1998—1999);
- декоративне панно «Київська Русь» (1997);
- куманці: «До 40-річчя Жовтня», «До 300-річчя возз'єднання України і Росії» (обидва — 1957), «Святковий», «Щедрий», «На добре здоров'я», «В Олешнянському лісі» (усі — 1998);
- декоративна посудина «Симпатичний лев» (1998, глина, ліплення, глазур);
- керамічні ікони: «Божа Матір» (1998, глина, розпис ангобами, глазур), «Святий Миколай» (1998).

Протягом 1994—1998 років, у співавторстві із Володимиром Прядкою, виконав кілька монументальних панно для бенкетної зали Палацу «Україна» в Києві.
Його твори експонувалися на Всесвітніх виставках у Брюсселі у 1958 році і Монреалі у 1967 році; на виставках у Марселі і Нью-Йорку в 1959 році.
Вироби майстра зберігаються у Національному музеї-заповіднику українського гончарства в Опішному, Національному музеї українського народного декоративного мистецтва, Національному музеї народної архітектури та побуту України, Чернігівському історичному музеї.

## Відзнаки
- Срібна медаль ВДНГ СРСР (1961)[4];
- Премія імені Данила Щербаківського (1996);
- Заслужений майстер народної творчості України (1996);
- Орден «За заслуги» III ступеня (2001).